# Souto Maior (Sabrosa)
Souto Maior is een plaats (freguesia) in de Portugese gemeente Sabrosa en telt 563 inwoners (2001).